# Хітоле
11°44′ пн. ш. 14°49′ зх. д. / 11.733° пн. ш. 14.817° зх. д.
Хітоле — один з 6 секторів округу Бафата Гвінеї-Бісау. Населення — 19336 осіб